# Klasztor kanoników regularnych św. Augustyna w Kłodzku

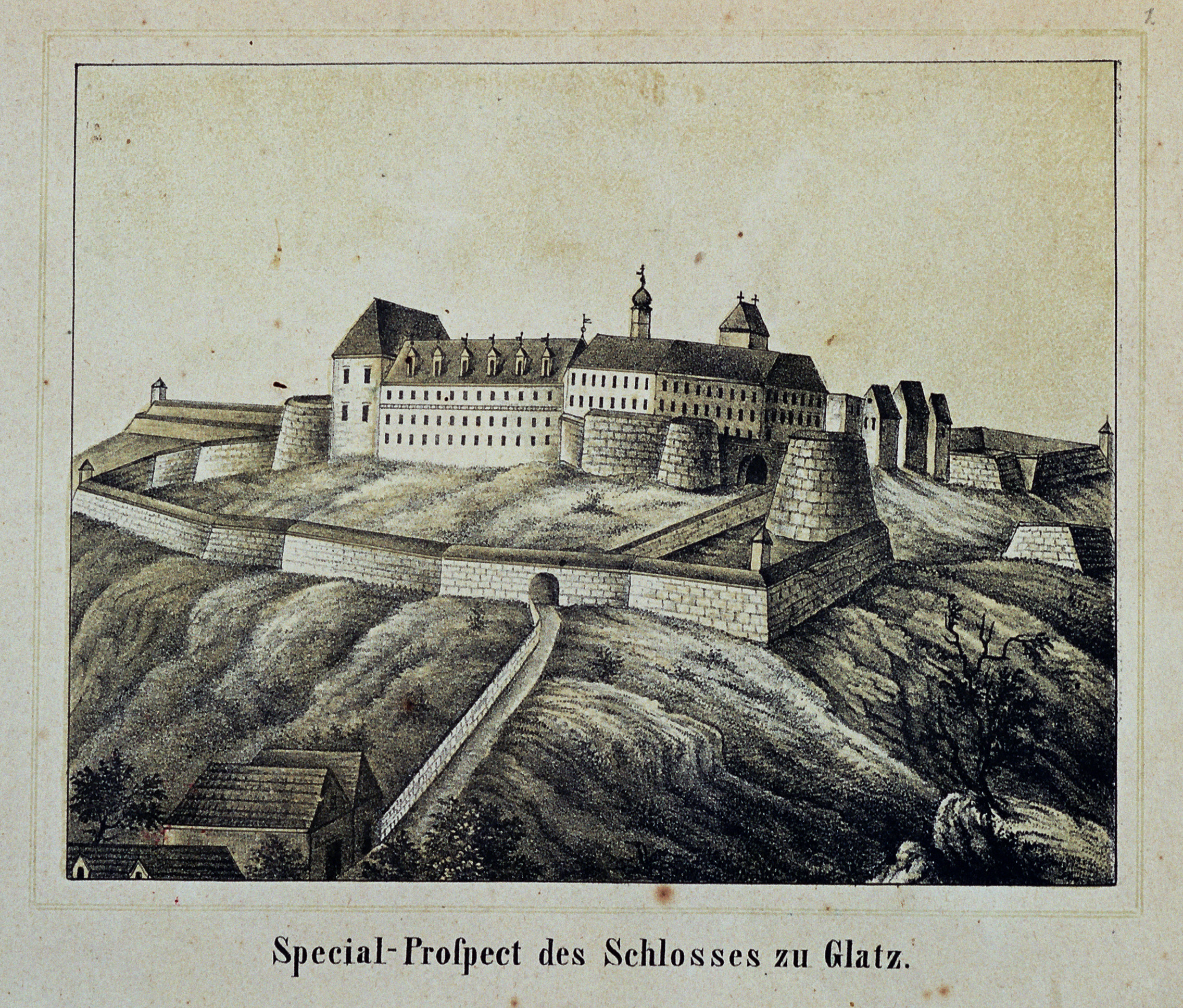
Zamek wraz z kolegiatą i klasztorem kanoników regularnych w Kłodzku

Klasztor kanoników regularnych św. Augustyna w Kłodzku – zakon kanoników regularnych św. Augustyna CRSA działający na terenie Kłodzka w latach 1349–1595. Zostali oni sprowadzeni do miasta przez arcybiskupa praskiego Arnoszta z Pardubic, który ufundował zakonnikom kolegiatę i klasztor na południowo-zachodnim stoku Góry Fortecznej, poniżej zamku, wydzielając równocześnie osobną parafię.
Kanonicy regularni św. Augustyna odegrali istotną rolę odegrali dla kultury Kłodzka.
Wraz ze zdominowaniem przez protestantów hrabstwa kłodzkiego w XVI wieku na prośbę ostatniego przeora kanoników regularnych – Christopha Kirmesera, papież Klemens VIII rozwiązał zgromadzenie w Kłodzku i przekazał wszystkie jego dobra jezuitom.
Dzieje kłodzkich kanoników regularnych zostały spisane przez jednego z członków tego zgromadzenia – Michaela Czacheritza w dziele Kronika klasztoru kanoników regularnych w Kłodzku, które było kontynuowane także po jego śmierci w 1489 roku. Oryginał łaciński tego manuskryptu został odnaleziony w NRD i wraz z wieloma innymi archiwaliami w 1980 roku powrócił do Archiwum Państwowego we Wrocławiu. Opracowany przez prof. Wojciecha Mrozowicza, w 2003 roku został wydany drukiem.

## Historia
Arnoszt z Pardubic, późniejszy pierwszy arcybiskup praski, spędził swoje dzieciństwo w Kłodzku, gdzie jego ojciec, będący namiestnikiem ziemi kłodzkiej, wysłał go do miejscowej szkoły joannitów. Jak wspominał w swoich późniejszych wspomnieniach, w Kłodzku doznał objawienia maryjnego, które stało się dla niego w późniejszym okresie inspiracją do zakładania klasztorów oraz akcji dobroczynnych. Faworyzował przy tym zakony zdecentralizowane, głównie kanoników regularnych. Kłodzko zostało ogłoszone świętym miejscem Matki Bożej, a lokacja klasztoru kanoników regularnych w tym mieście miała miejsce 25 marca 1349 roku w dniu objawienia Maryi. Materialna część tej fundacji została zrealizowana rok później. 5 lutego 1350 roku starosta kłodzki Albert von Crenwicz zatwierdził kupno dóbr przez Arnoszta, które ten ostatni razem ze swoimi braćmi, przeznaczył na lokacje. Za 718 marek zakupił od braci Renza i Mikołaja von Glaubitzów dobra ziemskie w Szalejowie Dolnym, w Starkowie i w Żelaźnie. Rody szlacheckie ziemi kłodzkiej zatwierdziły tę decyzję, natomiast nie pogodzili się z nią przyszli poddani, zwłaszcza wolni sędziowie, którzy zostali zmuszeni przez cesarza Karola IV Luksemburskiego do okazania posłuszeństwa. Ostatecznie cesarz złotą bullą z 23 października 1350 roku postanowił, że dobra sędziowskie będą podlegać jurysdykcji klasztoru kanoników regularnych.
Arnoszt i jego bracia ufundowali na kłodzkim Wzgórzu Fortecznym klasztor i kolegiatę, której arcybiskup podarował jeden z najsłynniejszych obrazów tamtych czasów – Madonnę Kłodzką. Osiedlenie się kanoników regularnych w Kłodzku wpłynęło pozytywnie na rozwój literatury w mieście, a samo Kłodzko zyskało rangę ośrodka ponadregionalnego. Miejscowi mnisi byli powoływani na kierownicze stanowiska w innych klasztorach. W 2. połowie XIV wieku w skryptorium kłodzkich kanoników powstała być może jedna z części Psałterza floriańskiego.
W 1365 roku kolejny arcybiskup praski, Jan Očko z Vlašimi zezwolił kłodzkim kanonikom na otworzenie szkoły dla szesnaściorga dzieci obywateli Kłodzka. Dzięki tym działaniom podniósł się poziom wykształcenia w mieście, ale nowa instytucja stała się przyczyną konfliktów między kanonikami regularnymi a joannitami, którzy do tej pory posiadali monopol na edukację w Kłodzku. Kanonicy regularni uważani byli za zakon reformatorski, przez co byli wspierani przez Kościół oraz właścicieli ziemskich.
Na początku XV wieku zaognieniu uległ konflikt joannicko-augustiański, którego bezpośrednim impulsem była decyzja króla Wacława IV z 1412 roku. Ustalił on w porozumieniu z arcybiskupem Zygmuntem Albíkiem z Uničova podwyższenie liczby uczniów w szkole kanoników regularnych do dwudziestu czterech. Ostatecznie dzięki wsparciu kłodzkiego starosty, Hynka Krušiny z Lichtenburka, konflikt wygrali kanonicy regularni. W czasie wojen husyckich klasztor wymagał sporych zmian w tym dotyczących czasu modlitwy oraz ubrania, których podjął się przeor Michael Czacheritz. W 1477 roku hrabia kłodzki Henryk I Starszy z Podiebradów i jego żona Urszula Brandenburska sfinansowali remont kompleksu klasztornego, który znacznie ucierpiał podczas wojen husyckich. Zbudowano także w tym czasie duży refektarz.
Wraz z rozwojem reformacji w hrabstwie kłodzkim zakony katolickie podupadły, w tym kanonicy regularni. Sytuacja była na tyle dramatyczna, że w 1578 roku arcybiskup praski odwołał przeora Andreasa Pfeiffera. Zmieniło się to w 2. połowie XVI wieku, kiedy na przeora zakonu powołano Christopha Kirmesera, niebędącego kanonikiem, ale uchodzącego za osobę zdolną do przeprowadzenia kontrreformacji w Kłodzczyźnie. Jednak zdecydowany opór mieszczan oraz nieprzychylna postawa rady miejskiej wobec katolików, spowodowała, że w 1595 roku papież Klemens VIII rozwiązał zgromadzenie w Kłodzku i przekazał obiekty należące do kanoników regularnych jezuitom kłodzkim.

## Przeorzy
- 1350–1382: Johannes I
- 1382–1396: Johannes II
- 1496-1403: Petrus
- 1403–1413: Augustinus Liebstein
- 1413–1435: Lukas
- 1435–1453: Heinrich Foytisdorf
- 1453–1455: Jakobus
- 1455–1489: Michael Czacheritz
- 1489–1504: Benedikt Polkenhayn
- 1491–1504: Georg Beyer
- 1504–1521: Paulus Osbrand
- 1521–1522: Johannes III Valerius
- 1522–ok. 1531: Johannes IV Forchundt
- 1533–1536: Valentin Kern
- 1538–1541: Franziskus Schrecker
- 1541–1542: Johannes IV Forchundt
- 1543–1545: Martin Klingke
- 1568–1578: Andreas Johannes Pfeifer
- 1578–1583: Johannes VI Rutheni
- 1583/84–1595 Christoph Kirmeser